# Alfie
 Alfie és una pel·lícula britànica dirigida per Lewis Gilbert, estrenada el 1966 i doblada al català.

## Argument
Alfie- Michael Caine- és un cockney londinenc que treballa com a conductor en una empresa de cotxes de lloguer. És famós a la ciutat per ser un seductor i un galant irresistible. Les seves nombroses conquestes el fan veure les delícies de la vida de solter; totes les noies desitgen que els seus noms figurin en aquesta llista d'honor, de la qual Alfie se sent molt orgullós.

## Repartiment
- Michael Caine: Alfie Elkins
- Shelley Winters: Ruby
- Millicent Martin: Siddie
- Julia Foster: Gilda
- Jane Asher: Annie
- Shirley Anne Field: Carla
- Vivien Merchant: Lily
- Eleanor Bron: El doctor
- Denholm Elliott: L'avortador
- Alfie Baix: Harry Clamacraft
- Graham Stark: Humphrey
- Murray Melvin: Nat
- Sydney Tafler: Frank
- Pauline Boty: La noia de la bugaderia

## Premis i nominacions

### Premis Oscar
| Any  | Categoria                | Receptor/s                                             | Resultat  |
| ---- | ------------------------ | ------------------------------------------------------ | --------- |
| 1967 | Millor pel·lícula        |                                                        | Candidata |
| 1967 | Millor actor             | Michael Caine                                          | Candidat  |
| 1967 | Millor actriu secundària | Vivien Merchant                                        | Candidata |
| 1967 | Millor guió adaptat      | Bill Naughton                                          | Candidat  |
| 1967 | Millor cançó original    | "Alfie" Música de Burt Bacharach i lletra de Hal David | Candidats |

### Premis Globus d'Or
| Any  | Categoria                    | Receptor/s                                             | Resultat   |
| ---- | ---------------------------- | ------------------------------------------------------ | ---------- |
| 1967 | Millor pel·lícula estrangera |                                                        | Guanyadora |
| 1967 | Millor director              | Lewis Gilbert                                          | Candidat   |
| 1967 | Millor actor dramàtic        | Michael Caine                                          | Candidat   |
| 1967 | Millor actriu secundària     | Vivien Merchant                                        | Candidata  |
| 1967 | Millor actriu secundària     | Shelley Winters                                        | Candidata  |
| 1967 | Millor guió                  | Bill Naughton                                          | Candidat   |
| 1967 | Millor cançó original        | "Alfie" Música de Burt Bacharach i lletra de Hal David | Candidats  |

### Premis BAFTA
| Any  | Categoria           | Receptor/s      | Resultat   |
| ---- | ------------------- | --------------- | ---------- |
| 1967 | Millor pel·lícula   |                 | Candidata  |
| 1967 | Millor actor        | Michael Caine   | Candidat   |
| 1967 | Millor guió         | Bill Naughton   | Candidat   |
| 1967 | Millor fotografia   | Otto Heller     | Candidat   |
| 1967 | Millor muntatge     | Thelma Connell  | Candidata  |
| 1967 | Millor nova promesa | Vivien Merchant | Guanyadora |

### Festival Internacional de Cinema de Canes
| Any  | Categoria       | Resultat   |
| ---- | --------------- | ---------- |
| 1966 | Palma d'Or      | Candidata  |
| 1966 | Premi del Jurat | Guanyadora |

### Premis Grammy
| Any  | Categoria                                             | Receptor/s    | Resultat |
| ---- | ----------------------------------------------------- | ------------- | -------- |
| 1967 | Millor banda sonora original - Pel·lícula o televisió | Sonny Rollins | Candidat |

## Al voltant de la pel·lícula
- El 2004 ha sortit un remake, Irresistible Alfie, amb Jude Law al paper principal.
- Brillant comèdia àcida que va evolucionant cap a un relat sòrdid, arribant a ser excessius els parlaments i les explicacions del protagonista.[2]